# Белвідер (Південна Дакота)
Белвідер (англ. Belvidere) — місто (англ. town) в США, в окрузі Джексон штату Південна Дакота. Населення — 46 осіб (2020).

## Географія
Белвідер розташований за координатами 43°49′56″ пн. ш. 101°16′16″ зх. д. / 43.83222° пн. ш. 101.27111° зх. д. (43.832224, -101.271118).  За даними Бюро перепису населення США в 2010 році місто мало площу 2,16 км², з яких 1,97 км² — суходіл та 0,19 км² — водойми.

## Демографія
Згідно з переписом 2010 року, у місті мешкало 49 осіб у 23 домогосподарствах у складі 12 родин. Густота населення становила 23 особи/км².  Було 40 помешкань (19/км²).
Расовий склад населення:
| - 85,7 % — білих - 14,3 % — корінних американців |

До двох чи більше рас належало 0,0 %. Частка іспаномовних становила 2,0 % від усіх жителів.
За віковим діапазоном населення розподілялося таким чином: 22,4 % — особи молодші 18 років, 55,2 % — особи у віці 18—64 років, 22,4 % — особи у віці 65 років та старші. Медіана віку мешканця становила 46,5 року. На 100 осіб жіночої статі у місті припадало 104,2 чоловіків;  на 100 жінок у віці від 18 років та старших — 90,0 чоловіків також старших 18 років.
Середній дохід на одне домашнє господарство  становив 39 656 доларів США (медіана — 38 750), а середній дохід на одну сім'ю — 42 527 доларів (медіана — 34 375). За межею бідності перебувало 22,1 % осіб, у тому числі 29,4 % дітей у віці до 18 років та 0,0 % осіб у віці 65 років та старших.
Цивільне працевлаштоване населення становило 41 особа. Основні галузі зайнятості: будівництво — 26,8 %, сільське господарство, лісництво, риболовля — 26,8 %, роздрібна торгівля — 24,4 %.